# 慕尼黑证券交易所

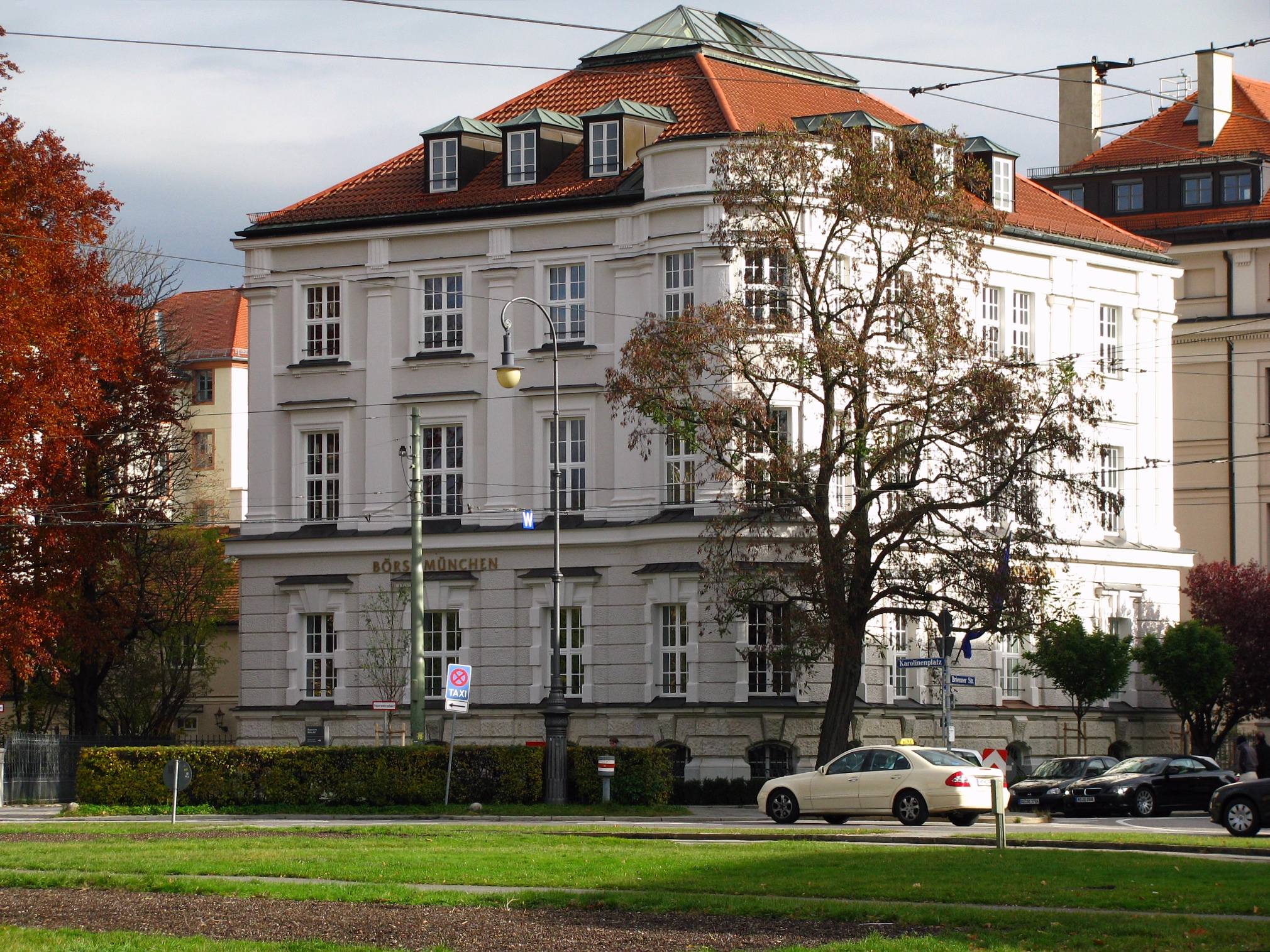

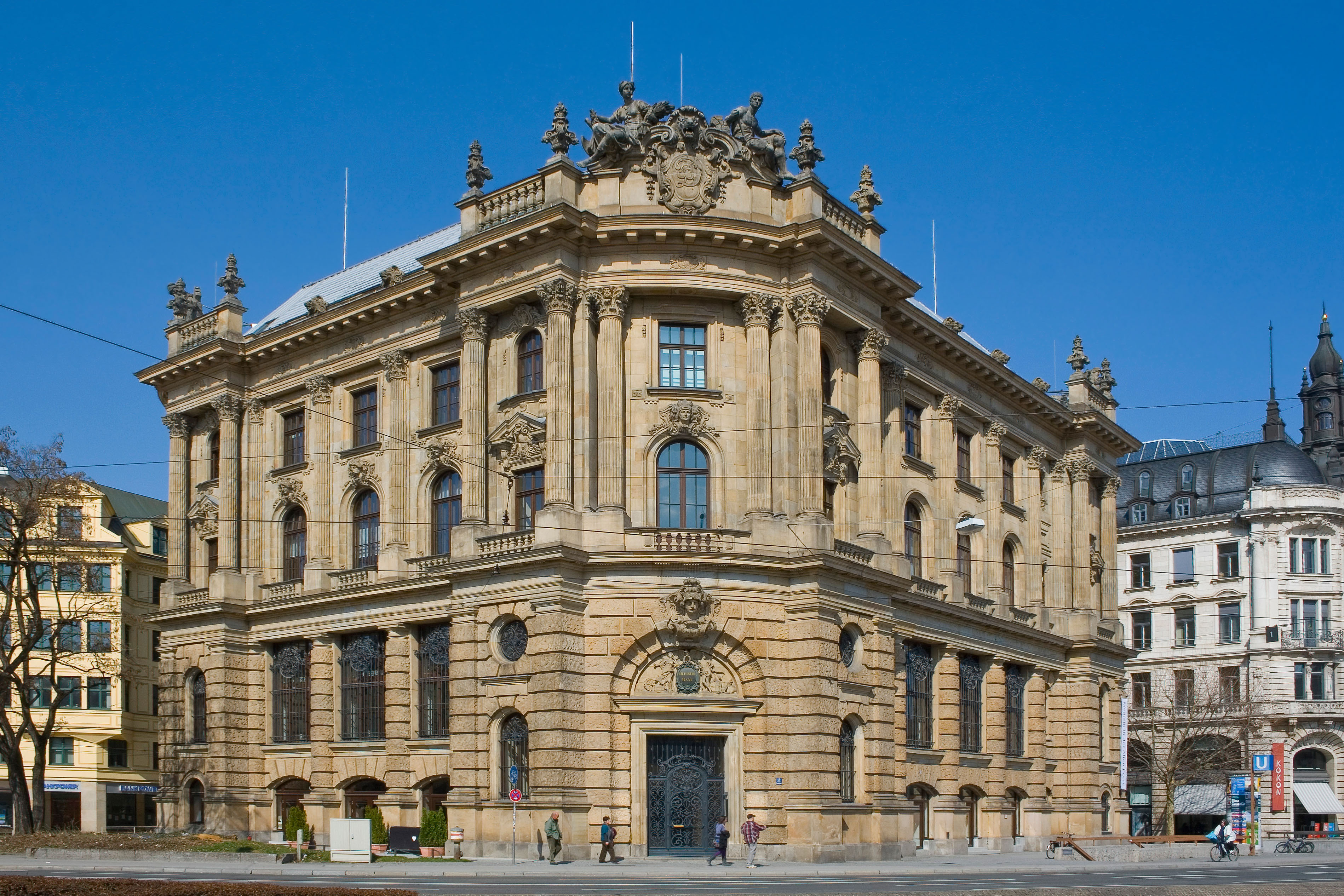
伦巴赫广场

慕尼黑证券交易所（Börse München）是设于德国慕尼黑的一个证券交易所。它成立于1830年，目前上市证券超过6300只。

## 历史
慕尼黑证券交易所正式成立于1869年，但其起源可追溯到19世纪30年代，当时慕尼黑的交易员开始定期交易证券。第一次世界大战期间关闭，1918年重新开放。1935年它与奥格斯堡交易所合并，组成“巴伐利亚交易所”。最后在2003年更名为慕尼黑证券交易所。它是从伦巴赫广场富丽一栋堂皇的建筑物迁到布林纳大街的卡罗琳广场。 